# Adelheid van Soissons
Adelheid van Soissons (overleden in 1105) was van 1057 tot aan haar dood gravin van Soissons.

## Levensloop
Adelheid was de dochter van graaf Reinoud I van Soissons en diens onbekend gebleven echtgenote, weduwe van graaf Hilduin III van Montdidier.
Koning Hendrik I van Frankrijk regelde een huwelijk tussen Adelheid en Willem Busac, zoon van graaf Willem I van Eu. In 1057 stierven zowel haar vader als haar broer Gwijde II bij het Beleg van Soissons, waarna Willem Busac en Adelheid graaf en gravin van Soissons werden. Na de dood van haar echtgenoot in 1076 regeerde ze tot 1099 aan de zijde van haar oudste zoon Reinoud II en daarna tot aan haar dood in 1105 aan de zijde van haar tweede zoon Jan I.

## Huwelijk en nakomelingen
Adelheid en Willem Busac kregen volgende kinderen:
- Reinoud II (overleden in 1099), graaf van Soissons
- Jan I (overleden in 1115), graaf van Soissons
- Manasses (overleden in 1108), bisschop van Kamerijk en Soissons
- Lithuise, huwde met heer Milo I van Montlhéry
- een naamloze dochter die huwde met heer Ivo I van Nesle, stamvader van het huis Nesle